# Ottorino Mancioli

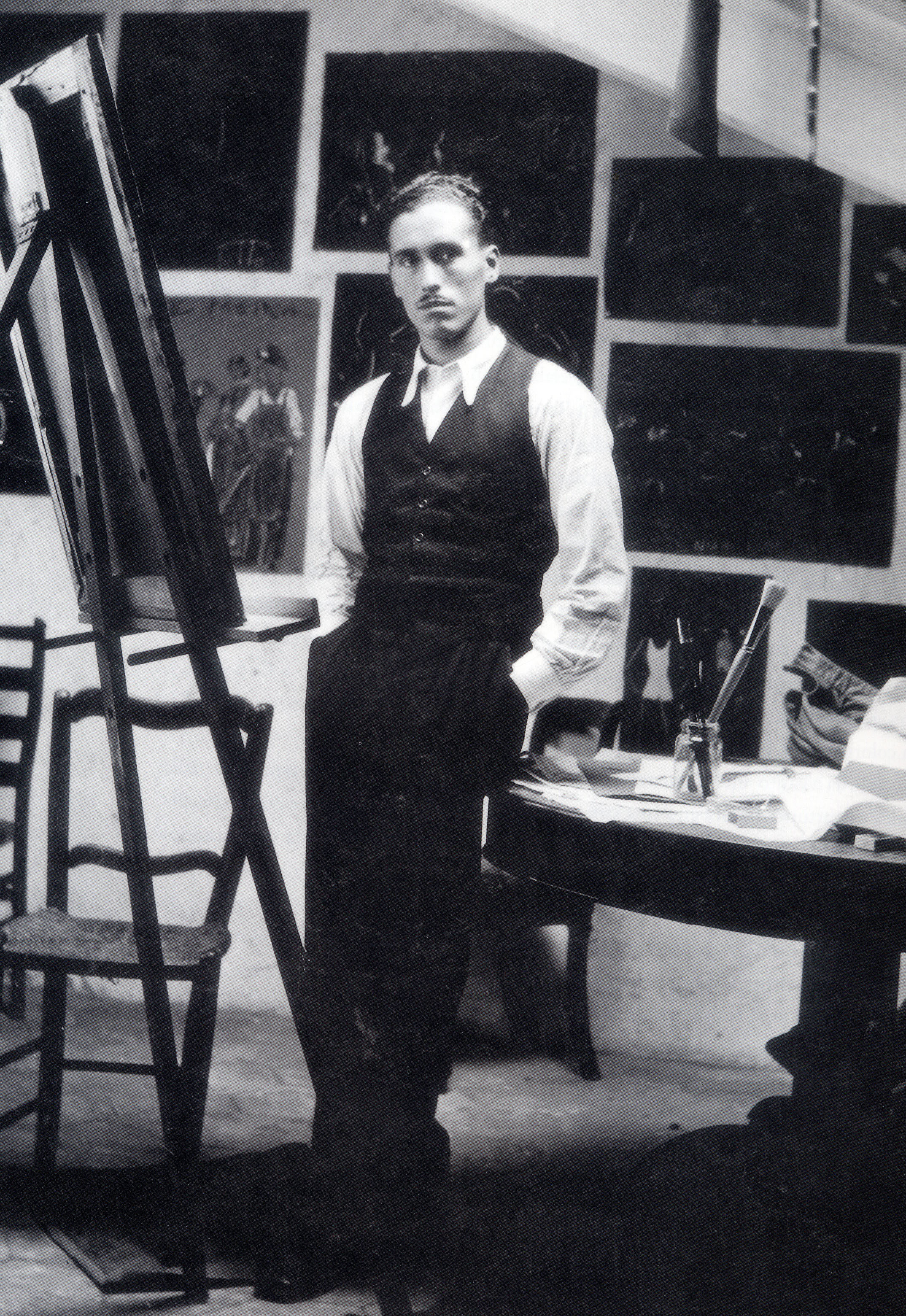
Ottorino Mancioli nel suo studio di Roma.

Ottorino Mancioli (Roma, 26 aprile 1908 – Jesi, 21 marzo 1990) è stato un pittore, disegnatore e scultore italiano.

## Biografia
Proveniente da una famiglia della buona borghesia romana, compie studi umanistici e, nel 1932, si laurea in Medicina e Chirurgia presso l'Università La Sapienza di Roma.
La sua vita di medico si svolge in parallelo a quella di artista, pittore, disegnatore, scrittore di medicina e di sport. La consuetudine con il disegno, alimentata da un acuto spirito di osservazione, inizia assai presto e lo induce a fare proprio il motto latino nulla dies sine linea, da lui personalizzato in "nullo dies sine linea". Con il fratello Corrado Mancioli, aprì uno studio per la realizzazione di manifesti pubblicitari e di propaganda di grandi eventi, ma anche francobolli a tema sportivo per l'Italia e San Marino.
Allievo Ufficiale all'Accademia Navale di Livorno, poi di stanza a Napoli, quindi a Venezia e ancora a Lero (in punizione per un anno), viene infine mandato nell'Africa Orientale Italiana nel 1936. Rientrato in Italia, sposa Beatrice, figlia di Quadrio Pirani, uno dei protagonisti dell'architettura romana degli anni Venti. Nel 1938 parte per la Spagna, stavolta come volontario, arruolandosi nel Battaglione Autonomo del Tercio, Flechas Negras. Amante del volo, tenta di trasferirsi dalla Marina in Aeronautica, ma poiché tale passaggio non risulterà possibile per ragioni anagrafiche, decide di frequentare a Viterbo, nel 1941, il corso per paracadutisti, durante il quale stringe amicizia con Gianni Brera, che lo aiuterà a più riprese a lavorare nell'editoria definendolo “il più completo ed appassionato disegnatore di sport”.
La Seconda Guerra Mondiale lo vede ufficiale medico paracadutista della Folgore: pur ferito al braccio destro (che resterà paralizzato per due anni) nella battaglia di El Alamein, in Egitto, riesce a rientrare in Italia. Decorato con medaglia d'argento al valore, nel dopoguerra tenta nuove sperimentazioni artistiche e collabora a riviste e giornali su cui pubblica disegni spesso accompagnati da articoli in cui il medico si compenetra con l'uomo di sport. Illustra inoltre numerosi libri e prende parte con successo a molte esposizioni, alcune delle quali all'estero. Tiene due “personali” (Perugia, 1957; Ancona, 1958) e pubblica una monografia di cui cura sia testi che disegni, Giochi sportivi (1976), con introduzioni di Gianni Brera e Libero de Libero. Quest'ultimo, nel 1976, cura con Mancioli anche uno dei Libretti della rivista maremmana Mal'Aria.
Dagli anni Sessanta inizia a produrre sculture utilizzando tecniche e materiali differenti. Tra le ultime opere si segnala, nella vecchia sede del Tennis Parioli di Viale Tiziano, a Roma, un murale di circa 70 metri di lunghezza per 2 di altezza dedicato ai grandi personaggi dello sport italiano del XX secolo. Muore improvvisamente il 21 marzo del 1990 a Jesi, nella residenza estiva di famiglia.

## L'opera
Partecipa a importanti mostre internazionali e nazionali già a partire dagli anni Trenta del Novecento.
Pur attento alle tendenze stilistiche del Futurismo, dell'Art déco e del Razionalismo, Mancioli sarà sempre spinto da forti motivazioni individuali che lo porteranno a non aderire mai organicamente a nessuna corrente artistica. Studioso dei problemi legati alla medicina sportiva, riesce a fissare nelle sue opere il momento sublime in cui il corpo umano sembra superare le leggi della gravità per raggiungere la superiore armonia della forza e della bellezza. La perfetta conoscenza dell'anatomia, acquisita attraverso gli studi di medicina, e le successive esperienze professionali e umane, gli permetteranno di cogliere il dinamismo dell'attimo.
Secondo Enrico Crispolti, “Mancioli ha vissuto intensamente l'avventura di una propria identità espressiva nella pratica soprattutto del disegno (ma con estensioni frequenti alla pittura e poi anche alla scultura), e lungo dunque diversi decenni che hanno visto una profonda trasformazione della società italiana. Testimone deliberatamente defilato rispetto alle vicende del dibattito artistico, ma tutt'altro che distante invece da una dimensione del vissuto”.
Con il tempo l'arte di Mancioli si fa più matura e consapevole, e la perfezione tecnica del gesto atletico lascerà spazio al piano emozionale, in cerca di una maggiore sintonia con la vicenda umana.
“Se l'amore per il gesto atletico e per il dinamismo autorizzano a ricondurre molti suoi lavori, soprattutto quelli a tema sportivo, nell'alveo dell'eredità futurista”, ha scritto Giuseppe Pollicelli, “le prove di maggior significato sono forse quelle più spiccatamente espressionistiche, in cui la lezione di Otto Dix e soprattutto di Grosz si carica - in particolare in certi spaccati postribolari, ma anche nei frequenti idilli amorosi gravidi di sensualità ed erotismo - di umori spessi e provinciali, quasi felliniani”.

## Principali esposizioni
- Olympic Competition and Exhibition of Art, Museum of History, Science and Art, Los Angeles 1932
- III Mostra della Gioventù Fascista Romana, Aranciera di Villa Umberto, Roma 1933
- XXXIV Esposizione Sociale Amici dell'Arte, Palazzo del Valentino, Torino 1933
- Mostra di disegni del Sindacato Interprovinciale Fascista Belle Arti, Circolo delle Arti e delle Lettere, Roma 1935
- I Mostra Nazionale d'Arte sportiva, Palazzo delle Esposizioni, Roma, 1936
- Olympischer Kunstwettbewerb, Der Olympischen Kunstausstellung, in Halle VI des Ausstellungs-Gelandes am Kaiserdamm, Berlin-Charlottenburg, Berlino 1936
- II Mostra Nazionale d'Arte ispirata allo Sport, Mercati Traianei, Roma 1940
- I Mostra degli Artisti italiani in armi, Palazzo delle Esposizioni, Roma 1942
- III Mostra d'Arte ispirata allo Sport, Galleria Nazionale d'Arte Moderna, Roma 1948
- II Bienal Internacional del Deporte en Bellas Artes, Palacio del Retiro, Madrid 1969
- III Bienal Internacional del Deporte en Bellas Artes, Reales Atarazanas, Barcellona 1971
- Ottorino Mancioli. Impressioni d'Arte, Galleria Eleuteri, Roma 1994
- Roma sotto le stelle del ‘44, Palazzo delle Esposizioni, Roma 1994
- XLV Rassegna d'Arte G. Salvi e Piccola Europa, Palazzo Oliva, Sassoferrato (AN) 1995
- Mostra Internazionale di Antiquariato, Lingotto Fiere, Torino 1997
- I Mostra d'Arte sportiva della Repubblica di San Marino, Multieventi Sport Domus, San Marino 1999
- 50 anni di sport di Ottorino Mancioli, Centro Nazionale delle Arti Visive di Zamalek, Il Cairo 1999
- Ottorino Mancioli: reportage figurativo nella Roma anni Trenta, Galleria Nazionale d'Arte Moderna, Roma 2000
- Ottorino Mancioli. Gli sfidanti (The Challengers), The Holme Building, Università di Sydney, 2000 (la mostra è stata in seguito circuitata a cura del Ministero degli Affari Esteri a Melbourne, Jakarta, Bali e Singapore nel corso del 2001)
- Ottorino Mancioli. The Fabulous Thirties, Istituti Italiani di Cultura di Los Angeles, San Francisco, Toronto 2001
- Biennale delle Arti e delle Scienze del Mediterraneo, Salerno 2001
- SportArte. Mito e Gesto nell'arte e nello sport, Casa Natale di Mussolini, Predappio (FC) 2002
- Appunti allo Stadio, Palazzo delle Esposizioni, Roma; Seoul Art Centre, Seoul; Museo Sabanci, Istanbul 2002
- Panathlon, Le Musée Olympique, Losanna 2004
- Apuntes en el estadio, el arte del gol, Centro Cultural de la Recoleta, Buenos Aires; Museo Provincial Emilio Caraffa, Cordoba; Museo Nacional de Bellas Artes, Santiago; Museo Nacional de Artes Visuales, Montevideo; Instituto Peruano Norte Americano, Lima 2004-2005
- Esperienze in colonia, Galleria Nazionale d'Arte Moderna, Roma 2005
- Dialogo tra generazioni, Museo Mohamed Khalil, Il Cairo 2006
- Identità, Atelier Sara Veneziano, Roma 2006
- Moda e modi nei disegni di Ottorino Mancioli tra gli anni Venti e gli anni Trenta, Museo Boncompagni Ludovisi, Roma 2008; Palazzo Granafei-Nervegna, Brindisi 2009
- Sport und Mode in Italien um 1930. Zeichnungen von Ottorino Mancioli, Brhan Museum, Landesmuseum fur Jugenstil, Art Deco un Funktionalismus (1889-1939), Berlino 2010
- Il dialogo silente. Lo sguardo nelle opere di Ottorino Mancioli, Galleria Fidia Arte Moderna, Roma 2016